# О угледању на Христа
О угледању на Христа (лат. De Imitatione Christi) је средњовековна књига о животу посвећеном хришћанској вери. Оригинални рукопис није био потписан, али се аутором текста сматра холандски теолог Тома Кемпијски (Thomas à Kempis), игуман цркве Свете Агнесе у Кемпену. Књига је преведена на преко 50 језика, и данас је једна од најиздаванијих у историји. Само до 1650. године имала је више од 750 издања.
О угледању на Христа је подељена на четири књиге; прве две пружају савете за богоугодан живот и предлошке за богат унутрашњи живот. Друге две, задржавајући теме из претходних, написане су у форми дијалога између Исуса и ученика. 
Упркос својој популарности, ова филозофија била је на мети великих критика Фридриха Ничеа, Ренеа Жирара и других аутора, који су сматрали да у њој нема хришћанске топлине. У православном свету књига О угледању на Христа, сматра се хладном и удаљеном од православља, нарочито због истакнутог мотива саможртвовања себе, за удовољење Бога. Томас Мор је сматрао да је ово једна од три књиге коју би свако требало да има у кући.